# Gran Premio del Pacífico de Motociclismo de 2001
El Gran Premio del Pacífico de Motociclismo de 2001 fue la decimotercera prueba del Campeonato del Mundo de Motociclismo de 2001. Tuvo lugar en el fin de semana del 5 al 7 de octubre de 2001 en el circuito Twin Ring Motegi, situado en la prefectura de Tochigi, Japón. La carrera de 500cc fue ganada por Valentino Rossi, seguido de Alex Barros y Loris Capirossi. Tetsuya Harada ganó la prueba de 250cc, por delante de Emilio Alzamora y Jeremy McWilliams. La carrera de 125cc fue ganada por Youichi Ui, Manuel Poggiali fue segundo y Dani Pedrosa tercero.

## Resultados 500cc
| Pos.    | N.º | Piloto                   | Constructor | Vueltas | Tiempo/Retirado | Grilla | Puntos |
| ------- | --- | ------------------------ | ----------- | ------- | --------------- | ------ | ------ |
| 1       | 46  | Valentino Rossi          | Honda       | 25      | 46:32.600       | 4      | 25     |
| 2       | 4   | Alex Barros              | Honda       | 25      | +2.607          | 3      | 20     |
| 3       | 65  | Loris Capirossi          | Honda       | 25      | +9.765          | 1      | 16     |
| 4       | 6   | Norifumi Abe             | Yamaha      | 25      | +13.951         | 16     | 13     |
| 5       | 11  | Tohru Ukawa              | Honda       | 25      | +21.994         | 9      | 11     |
| 6       | 56  | Shinya Nakano            | Yamaha      | 25      | +22.279         | 5      | 10     |
| 7       | 7   | Carlos Checa             | Yamaha      | 25      | +27.332         | 11     | 9      |
| 8       | 1   | Kenny Roberts Jr         | Suzuki      | 25      | +27.607         | 6      | 8      |
| 9       | 15  | Sete Gibernau            | Suzuki      | 25      | +33.822         | 7      | 7      |
| 10      | 64  | Yukio Kagayama           | Suzuki      | 25      | +38.139         | 14     | 6      |
| 11      | 28  | Àlex Crivillé            | Honda       | 25      | +41.866         | 12     | 5      |
| 12      | 5   | Garry McCoy              | Yamaha      | 25      | +50.419         | 13     | 4      |
| 13      | 10  | José Luis Cardoso        | Yamaha      | 25      | +56.204         | 17     | 3      |
| 14      | 14  | Anthony West             | Honda       | 25      | +1:05.286       | 18     | 2      |
| 15      | 9   | Leon Haslam              | Honda       | 24      | +1 Vuelta       | 20     | 1      |
| 16      | 21  | Barry Veneman            | Honda       | 24      | +1 Vuelta       | 22     |        |
| 17      | 18  | Brendan Clarke           | Honda       | 24      | +1 Vuelta       | 23     |        |
| Ret     | 19  | Olivier Jacque           | Yamaha      | 18      | Retirado        | 8      |        |
| Ret     | 17  | Jurgen van den Goorbergh | Proton KR   | 8       | Retirado        | 10     |        |
| Ret     | 12  | Haruchika Aoki           | Honda       | 7       | Accidente       | 19     |        |
| Ret     | 41  | Noriyuki Haga            | Yamaha      | 6       | Accidente       | 15     |        |
| Ret     | 3   | Max Biaggi               | Yamaha      | 5       | Accidente       | 2      |        |
| Ret     | 16  | Johan Stigefelt          | Sabre V4    | 4       | Retirado        | 21     |        |
| Fuente: |     |                          |             |         |                 |        |        |

- Pole Position: Loris Capirossi, 1:49.800
- Vuelta Rápida: Valentino Rossi, 1:51.030

## Resultados 250cc
| Pos.    | N.º | Piloto             | Constructor | Vueltas | Tiempo/Retirado | Grilla | Puntos |
| ------- | --- | ------------------ | ----------- | ------- | --------------- | ------ | ------ |
| 1       | 31  | Tetsuya Harada     | Aprilia     | 23      | 43:59.587       | 1      | 25     |
| 2       | 7   | Emilio Alzamora    | Honda       | 23      | +7.559          | 5      | 20     |
| 3       | 99  | Jeremy McWilliams  | Aprilia     | 23      | +8.024          | 4      | 16     |
| 4       | 10  | Fonsi Nieto        | Aprilia     | 23      | +11.462         | 6      | 13     |
| 5       | 44  | Roberto Rolfo      | Aprilia     | 23      | +11.733         | 8      | 11     |
| 6       | 15  | Roberto Locatelli  | Aprilia     | 23      | +13.498         | 9      | 10     |
| 7       | 8   | Naoki Matsudo      | Yamaha      | 23      | +19.937         | 10     | 9      |
| 8       | 21  | Franco Battaini    | Aprilia     | 23      | +24.789         | 13     | 8      |
| 9       | 46  | Taro Sekiguchi     | Yamaha      | 23      | +26.671         | 16     | 7      |
| 10      | 88  | Nobuyuki Ohsaki    | Yamaha      | 23      | +33.671         | 17     | 6      |
| 11      | 81  | Randy de Puniet    | Aprilia     | 23      | +37.114         | 7      | 5      |
| 12      | 42  | David Checa        | Honda       | 23      | +40.478         | 15     | 4      |
| 13      | 89  | Osamu Miyazaki     | Yamaha      | 23      | +41.670         | 20     | 3      |
| 14      | 16  | David Tomás        | Honda       | 23      | +42.139         | 23     | 2      |
| 15      | 57  | Lorenzo Lanzi      | Aprilia     | 23      | +42.568         | 22     | 1      |
| 16      | 50  | Sylvain Guintoli   | Aprilia     | 23      | +42.806         | 24     |        |
| 17      | 66  | Alex Hofmann       | Aprilia     | 23      | +43.379         | 21     |        |
| 18      | 6   | Alex Debón         | Aprilia     | 23      | +45.790         | 11     |        |
| 19      | 18  | Shahrol Yuzy       | Yamaha      | 23      | +46.181         | 12     |        |
| 20      | 90  | Daisaku Sakai      | Honda       | 23      | +48.361         | 26     |        |
| 21      | 92  | Hiroshi Aoyama     | Honda       | 23      | +48.507         | 19     |        |
| 22      | 24  | Jason Vincent      | Yamaha      | 23      | +1:16.106       | 29     |        |
| 23      | 11  | Riccardo Chiarello | Aprilia     | 23      | +1:33.167       | 30     |        |
| 24      | 36  | Luis Costa         | Yamaha      | 23      | +1:53.607       | 31     |        |
| 25      | 55  | Diego Giugovaz     | Aprilia     | 22      | +1 Vuelta       | 33     |        |
| 26      | 14  | Katja Poensgen     | Honda       | 22      | +1 Vuelta       | 35     |        |
| Ret     | 37  | Luca Boscoscuro    | Aprilia     | 13      | Retirado        | 18     |        |
| Ret     | 23  | César Barros       | Yamaha      | 11      | Retirado        | 32     |        |
| Ret     | 5   | Marco Melandri     | Aprilia     | 5       | Accidente       | 3      |        |
| Ret     | 74  | Daijiro Kato       | Honda       | 5       | Accidente       | 2      |        |
| Ret     | 45  | Stuart Edwards     | Yamaha      | 4       | Accidente       | 34     |        |
| Ret     | 22  | José David de Gea  | Yamaha      | 3       | Retirado        | 25     |        |
| Ret     | 9   | Sebastián Porto    | Yamaha      | 3       | Retirado        | 14     |        |
| Ret     | 20  | Jerónimo Vidal     | Aprilia     | 2       | Retirado        | 28     |        |
| Ret     | 91  | Takayuki Onodera   | Yamaha      | 0       | Retirado        | 27     |        |
| Fuente: |     |                    |             |         |                 |        |        |

- Pole Position: Tetsuya Harada, 1:52.789
- Vuelta Rápida: Tetsuya Harada, 1:53.767

## Resultados 125cc
| Pos.    | N.º | Piloto               | Constructor | Vueltas | Tiempo/Retirado | Grilla | Puntos |
| ------- | --- | -------------------- | ----------- | ------- | --------------- | ------ | ------ |
| 1       | 41  | Youichi Ui           | Derbi       | 21      | 42:01.711       | 1      | 25     |
| 2       | 54  | Manuel Poggiali      | Gilera      | 21      | +1.004          | 2      | 20     |
| 3       | 26  | Dani Pedrosa         | Honda       | 21      | +1.129          | 7      | 16     |
| 4       | 9   | Lucio Cecchinello    | Aprilia     | 21      | +12.109         | 5      | 13     |
| 5       | 4   | Masao Azuma          | Honda       | 21      | +23.147         | 3      | 11     |
| 6       | 28  | Gábor Talmácsi       | Honda       | 21      | +28.345         | 9      | 10     |
| 7       | 6   | Mirko Giansanti      | Honda       | 21      | +28.387         | 6      | 9      |
| 8       | 23  | Gino Borsoi          | Aprilia     | 21      | +29.678         | 17     | 8      |
| 9       | 8   | Gianluigi Scalvini   | Italjet     | 21      | +29.898         | 13     | 7      |
| 10      | 19  | Alessandro Brannetti | Aprilia     | 21      | +30.026         | 20     | 6      |
| 11      | 12  | Raúl Jara            | Aprilia     | 21      | +30.268         | 15     | 5      |
| 12      | 25  | Joan Olivé           | Honda       | 21      | +35.692         | 31     | 4      |
| 13      | 29  | Ángel Nieto Jr.      | Honda       | 21      | +35.894         | 21     | 3      |
| 14      | 39  | Jaroslav Huleš       | Honda       | 21      | +36.170         | 29     | 2      |
| 15      | 31  | Ángel Rodríguez      | Aprilia     | 21      | +45.438         | 28     | 1      |
| 16      | 22  | Pablo Nieto          | Derbi       | 21      | +45.543         | 27     |        |
| 17      | 20  | Gaspare Caffiero     | Aprilia     | 21      | +45.997         | 16     |        |
| 18      | 65  | Toshihisa Kuzuhara   | Honda       | 21      | +1:10.144       | 33     |        |
| 19      | 10  | Jarno Müller         | Honda       | 21      | +1:14.335       | 34     |        |
| 20      | 37  | William de Angelis   | Honda       | 21      | +1:14.887       | 30     |        |
| 21      | 77  | Adrián Araujo        | Honda       | 21      | +1:29.415       | 35     |        |
| Ret     | 16  | Simone Sanna         | Aprilia     | 13      | Retirado        | 24     |        |
| Ret     | 34  | Eric Bataille        | Honda       | 11      | Retirado        | 32     |        |
| Ret     | 56  | Yuzo Fujioka         | Honda       | 6       | Accidente       | 18     |        |
| Ret     | 64  | Yuki Takahashi       | E-NER       | 5       | Accidente       | 11     |        |
| Ret     | 15  | Alex de Angelis      | Honda       | 5       | Accidente       | 12     |        |
| Ret     | 24  | Toni Elías           | Honda       | 4       | Accidente       | 4      |        |
| Ret     | 5   | Noboru Ueda          | TSR-Honda   | 4       | Accidente       | 8      |        |
| Ret     | 11  | Max Sabbatani        | Aprilia     | 4       | Accidente       | 10     |        |
| Ret     | 55  | Hideyuki Nakajoh     | Honda       | 2       | Retirado        | 19     |        |
| Ret     | 21  | Arnaud Vincent       | Honda       | 1       | Accidente       | 22     |        |
| Ret     | 17  | Steve Jenkner        | Aprilia     | 0       | Accidente       | 14     |        |
| Ret     | 18  | Jakub Smrž           | Honda       | 0       | Accidente       | 23     |        |
| Ret     | 66  | Shuhei Aoyama        | Honda       | 0       | Accidente       | 26     |        |
| Ret     | 7   | Stefano Perugini     | Italjet     | 0       | Accidente       | 25     |        |
| Fuente: |     |                      |             |         |                 |        |        |

- Pole Position: Youichi Ui, 1:58.603
- Vuelta Rápida: Youichi Ui, 1:59.010